# 信德集團
信德集團有限公司（英語：Shun Tak Holdings Limited、港交所：0242）是一家在香港交易所上市的綜合企業公司，1972年於香港註冊成立，1973年在香港聯合交易所上市，自2006年9月11日起為恆生香港中型股指數成份股之一。主要經營四大業務 - 船務、房地產、酒店、旅遊及消閒服務和投資。其香港總部地址位於干諾道中信德中心西座39樓及頂樓（Penthouse）全層。

## 董事會成員
- 執行董事
  - 何超瓊，SBS，JP；董事會行政主席、董事總經理，身兼澳娛董事、美高梅金殿超濠股份有限公司董事總經理
  - 何超鳳，BBS；副董事總經理，身兼澳門博彩控股有限公司主席兼執行董事、美高梅金殿超濠股份有限公司董事總經理
  - 何超蕸，BBS
  - 岑康權；身兼澳娛董事
  - 尹顥璠
- 獨立非執行董事
  - 吳志文
  - 何柱國，大紫荊勳賢
  - 何厚鏘
  - 葉家祺

## 主要股東
- - 興利嘉地產18.39%
  - 信德中旅船務14.18%
  - 何超瓊12.67%
  - 何超鳳6.6%
  - 何鴻燊1.8%
  - 何超蕸1.6%

## 主要業務
- 船務
  - 噴射飛航
  - 機場噴射飛航
  - 啟德郵輪碼頭經營權（20%）
- 地產發展
  - 香港寶翠園、西寶城
  - 香港昇悅居、昇悅商場
  - 香港靖林
  - 香港昇御門、昇御商場
  - 香港舂坎角道 44至 50號
  - 澳門濠景花園
  - 澳門濠庭都會（濠尚購物商塲 - 星皓廣場）
  - 澳門壹號湖畔（壹號湖畔、壹號廣場及商場）
  - 香港信德中心
  - 澳門南灣海岸（綜合物業發展項目）
  - 澳門路氹城酒店及娛樂場發展項目
  - 廣州信德商務大廈 佔60%權益
  - 2017年1月30日，信德集團斥資2.459億英鎊收購了倫敦寫字樓聖詹姆斯廣場7-8號。
  - 北京通州區綜合項目，佔24%權益
  - 北京信德京滙中心] 佔100%權益
  - 天津信達廣場 佔29%權益
  - 天津南高鐵站綜合發展項目 佔30%權益
  - 昆明南高鐵站綜合發展項目 佔30%權益
  - 上海浦東前灘綜合商業項目佔50%權益「前灘31」
  - 上海苏河湾综合发展项目佔50%權益
  - 新加坡卡斯加登路9號
  - 新加坡索美塞路111號，佔70%權益
  - 新加坡烏節大道21號
  - 新加坡那森路14及14A號兩個擁有永久業權的可重建住宅物業。

2018年6月13日信德分別以2.18億坡元，折合約13億港元和3.75億坡元，折合約22億港元收購那森路14及14A號的地塊面積約6.64萬平方呎，最大可建樓面面積約9.3萬平方呎，將發展為低密度高尚住宅項目及烏節大道21號面積約4.6萬平呎，最大可建樓面面積約12.9萬平方呎，計劃重新發展成高級住宅大樓。
- 物業管理服務
  - 信德物業管理有限公司
- 酒店及消閒服務
- 雅辰酒店集團
  - 投資
    - 信德旅遊有限公司
    - 信德旅業服務有限公司
    - 香港天際萬豪酒店70%
    - 澳門澳門文華東方酒店51%
    - 北京東直門雅辰悅居酒店
    - 上海虹橋雅辰悅居酒店
    - 上海虹橋citizenM酒店
    - 台灣APRIL智能交易

  - 管理
    - 澳門葡京酒店
    - 澳門新葡京酒店
    - 澳門新麗華酒店
    - 澳門金麗華酒店 (前文華東方酒店)
    - 澳門鷺環海天度假酒店 (前威斯汀度假酒店)
    - 澳門葡京人度假城
    - 香港啟德郵輪碼頭營運和管理租約20%股份
    - 上海海龍海鮮舫
- 投資
  - 澳門旅遊娛樂股份有限公司15.8%
  - 信德匯投資控股有限公司
  - 怡信保險
  - 啟德郵輪碼頭
- 零售
  - Retail MattersCompany Limited澳門東西有限公司
  - 澳門玩具反斗城
  - 持有意大利雪糕品牌Stecco Natura的環球擁有權
- 旅遊車租賃服務
  - 澳門信德國旅汽車客運股份有限公司55.1%
- 电视
  - 凤凰卫视（占16.91%）